# Ernst Hartmann
Ernst Hartmann (Mannheim, 10 novembre 1915 – Katzenbach, 23 ottobre 1992) è stato un medico e scrittore tedesco.

## Biografia
Hartmann studiò medicina alle Università di Mannheim e di Jena. Arruolato nel personale medico nell'esercito tedesco durante la seconda guerra mondiale fu fatto prigioniero dagli americani. Dopo il suo ritorno dalla prigionia aprì un centro medico ad Eberbach sul fiume Neckar, dove lavorò per più di 40 anni.
Oltre alla sua attività di medico Ernst Hartmann, nel 1948, insieme al fratello Robert, iniziò a dedicarsi alla geobiologia e alla radiestesia, occupandosi anche di medicina omeopatica, e più tardi di biologia. Fondando un gruppo di ricerca in geobiologia (Dr. Hartmann EV).

## Lavori
Hartmann elaborò le sue prime teorie da studente, esaminando i dati di pazienti e le loro cartelle cliniche. Egli aveva osservato che la mortalità in alcuni letti d'ospedale sembrava essere più elevata che in altri. Hartmann si convinse, attraverso le analogie riscontrate, che la causa del numero di decessi fosse dovuto alla zona in cui i letti dei pazienti erano posti. Più tardi, come medico praticante, indagò su pazienti che non rispondevano più ai trattamenti clinici, notando l'associazione della malattia con le immediate vicinanze del paziente a zone che furono definite "geopatogene". 
Hartmann, che dal 1948 si dedicò intensamente alla cosiddetta radiestesia, sospettò che la causa provenisse proprio dalla terra. Di conseguenza, queste ipotesi servirono ad Hartmann come base per i trattamenti medici. Insieme al fratello, progettò un modello di un cosiddetto "reticolo globale" (Global Grid) composto da fasce ortogonali tra loro orientate verso nord-sud ed est-ovest che formano quella che oggi è nota come "rete di Hartmann". 
Nel 1952, insieme al farmacista Derschum, Hartmann creò un medicinale, denominato Polyxan, utilizzato in naturopatia e medicina alternativa come prodotto omeopatico e destinato ad influenzare il sistema nervoso. I preparati omeopatici sono basati su trattati erbe.

## Pubblicazioni
- Geopathie , Ernst Hartmann, Haug Verlag, Ulm/Donau, 1954. Geopathie, Ernst Hartmann, Haug Verlag, Ulm / Donau, 1954.
- Über physikalische Nachweismethoden der sogenannten Erdstrahlen , Ernst Hartmann, J. Wüst in Geopathie, 6. Il fisico metodi di individuazione dei cosiddetti raggi della terra, Ernst Hartmann, J. Wüst in Geopathie, 6 Beiheft zur Zeitschrift Erfahrungsheilkunde, Haug-Verlag, Ulm 1954, S. 31-46. Supplemento alla Gazzetta medicina esperienza, Haug Verlag, Ulm 1954, p. 31-46.
- Krankheit als Standortproblem , Ernst Hartmann, Band 1, Haug Verlag, Heidelberg, (1. Auflage 1964), 5.Auflage 1986, ISBN 3-7760-0653-6 Malattia come un problema di localizzazione, Ernst Hartmann, tomo 1, Haug Verlag, Heidelberg, (1ª edizione 1964), 5.Auflage 1986, ISBN 3-7760-0653-6
- Mensch, Wünschelrute, Krankheit. L'uomo, verga, malattia. Umwelt- Strahlungen. Radiazione ambientale. Wie sie auf uns wirken von Josef Angerer, Ernst Hartmann, Herbert L. König, M u. T Verlag, Zürich, 1985, ISBN 978-3-7265-3020-4 Come agiscono su di noi da Josef Angerer, Ernst Hartmann, Herbert L. King, M e T Publishing, Zurigo, 1985, ISBN 978-3-7265-3020-4
- Krankheit als Standortproblem , Ernst Hartmann, Band 2, Haug Verlag, Heidelberg, 1986, ISBN 978-3-8304-0655-6 Malattia come un problema di localizzazione, Ernst Hartmann, Volume 2, Haug Verlag, Heidelberg, 1986, ISBN 978-3-8304-0655-6
- Über Konstitutionen Yin Yang und Reaktionstypen , Ernst Hartmann, Forschungskreis für Geobiologie, München 1986, ISBN 978-3-928426-01-5 A proposito di Yin e Yang costituzioni risposta tipi, Ernst Hartmann, la ricerca di geobiologia Circle, Monaco di Baviera 1986, ISBN 978-3-928426-01-5
- Strahlenfühligkeit. Strahlenfühligkeit. Umgang mit Rute und Pendel von P. Ernst Hoch, Ernst Hartmann, Johannes Mayr, Ehrenwirth Verlag, Juli 1993, ISBN 978-3-431-29398-2 Trattare con pendolo e la verga di P. Ernst Hoch, Ernst Hartmann, Johannes Mayr, Wirth onore Verlag, luglio 1993, ISBN 978-3-431-29398-2